# Groton (Nueva York)
Groton es un pueblo ubicado en el condado de Tompkins en el estado estadounidense de Nueva York. En el año 2000 tenía una población de 5 794 habitantes y una densidad poblacional de 35 personas por km².

## Geografía
Groton se encuentra ubicado en las coordenadas 42°35′2″N 76°21′32″O / 42.58389, -76.35889.

## Demografía
Según la Oficina del Censo en 2000 los ingresos medios por hogar en la localidad eran de $42 407  dólares, y los ingresos medios por familia eran $50 057. Los hombres tenían unos ingresos medios de $31 890 frente a los $23 642 para las mujeres. La renta per cápita para la localidad era de $18 075. Alrededor del 6% de la población estaban por debajo del umbral de pobreza.